# Волохів Леонід
Леонід Волохів (нар. 31 грудня 1892, Івонівка, Подільська губернія, Російська імперія — пом. після 1926) — український військовий діяч, журналіст, член редакційного комітету православного журналу «Релігійно-науковий вісник», редактор часопису «Український сурмач»; хорунжий 6-ї Січової дивізії Армії УНР.
Відповідно до українського законодавства може бути зарахований до борців за незалежність України у ХХ сторіччі.

## Життєпис
Закінчив 4-ту Одеську гімназію зі срібного медаллю, де навчався у період 1903—1911 років.
У «Перебізі життя мого» зазначав:

| “Того ж року вступив до війська (73 полку) однорічником. 1912 року здав іспит на прапорщика запасу. Потім мандрував, був за кордоном. Був дописувачем російських часописів “Одесский листок”, “Одесские Новости”, “Киевская мисль”. Студіював літературу, фільозофію і соціологію. В часописі “Приазовский край” керував літературним відділом. Року 1916 закликаний до війська, перебував в його рядах до сьогодення. На інтернації віддався літературній праці. Був у ряді культурно-освітніх працівників. Редагував часопис “Український сурмач” протягом його існування. Був Секретарем 1-го З’їзду Української еміграції в Польщі як делегат Культ.-Освіт. Організації табору Шепіорно. 1 липня 1924 року. Табір Каліш”. |
Навчався на технологічному підвідділі інженерного факультету Української Господарської академії в Подєбрадах.
У серпні 1925 року виїхав у Женеву на конгрес Міжнародної федерації академічних товариств Ліги Націй (1 вересня — 21 вересня 1925), про який написав звіт під назвою «Конференція міжнародних університетських товариств для Ліги Націй у Женеві».
1926 року жертвував кошти на створення фонду на виховання дітей журналіста Олександра Саліковського, який помер 1925 року.
Автор статті «Ще про суд над п'єсою „Закон“». Співпрацював із журналом «Веселка». «Не порозуміємось!» — такий висновок його статті «Без заголовку» — про стосунки українського і російського народів. Це питання саме по собі не розв'яжеться, пише автор, «його розрубає меч».